# Asyndetus dubius
Asyndetus dubius är en tvåvingeart som beskrevs av Octave Parent 1925. Asyndetus dubius ingår i släktet Asyndetus och familjen styltflugor. Inga underarter finns listade i Catalogue of Life.